# Антонело да Месина
Антонело да Месина (итал. Antonello da Messina) (рођен око 1430. у Месини, Сицилија — умро 19. фебруара 1479. у Месини), био је сликар ране ренесансе који је највјероватније одговоран за увођење технике у уљу у Венецију коју је научио од Фламанаца.Његова пракса сликања потезима киста и плохама умјесто линијама је значајно утицала на даљи развој венецијанског стила.
Скоро ништа није познато из његовог раног живота осим да је учио сликарство у Напуљу, тада космополитском умјетничком центру, гдје је струдирао умјетност Фламанаца а могуће и нека дјела Ван Ајка која су највјероватније купили неки напуљски колекционари. Његова најранија дјела, Распеће (око 1455) и Св. Јероним у свом студију (око 1460), већ показују Антонелову успјешну комбинацију технике Фламанаца и реализма са типичним италијанским моделирањем форме и јасноћом простора у слици.